# Atocha (Bolivien)
Atocha ist eine Ortschaft im Departamento Potosí im Hochland des Andenstaates Bolivien.

## Lage im Nahraum
Atocha ist zentraler Ort des Municipio Atocha in der Provinz Sur Chichas und liegt auf einer Höhe von 3656 m an der kaum befahrenen Bahnlinie zwischen Oruro und Uyuni im Norden und Tupiza im Süden. Die Ortschaft liegt an der Mündung des Río Allyta (auch: Allita) in den Río Atocha, der am nördlichen Ortsrand nach Nordosten fließt und flussabwärts in den Río Cotagaita mündet.

## Geographie
Atocha liegt auf dem bolivianischen Altiplano in den nördlichen Ausläufern der Anden-Gebirgskette der Cordillera de Lípez. Das Klima der Region ist arid und weist ein deutliches Tageszeitenklima auf, bei dem die täglichen Temperaturschwankungen stärker ausfallen als die Temperaturschwankungen im Jahresverlauf.
Die mittlere Jahrestemperatur der Region liegt bei 11 °C (siehe Klimadiagramm Atocha), mit einem Monatsdurchschnittswert von 6–7 °C im Juni/Juli und 13–14 °C von November bis März. Der Jahresniederschlag beträgt niedrige 200 mm, wobei die Monate April bis Oktober nahezu niederschlagsfrei sind. Nur von November bis März fallen nennenswerte Niederschläge, mit einem Maximum von etwa 50 mm Monatsniederschlag im Januar.

## Verkehrsnetz
Atocha liegt in einer Entfernung von 304 Straßenkilometern südwestlich von Potosí, der Hauptstadt des Departamentos.
Von Potosí aus führt die überregionale Nationalstraße Ruta 5 in südwestlicher Richtung 208 Kilometer bis nach Uyuni am Salzsee Salar de Uyuni. Die Stadt Uyuni ist mit der Stadt Tupiza über die 197 Kilometer lange Ruta 21 verbunden, die etwa auf halber Strecke durch Atocha führt.

## Bevölkerung
Die Einwohnerzahl von Atocha ist in den zurückliegenden beiden Jahrzehnten um etwa ein Fünftel zurückgegangen:
| Jahr | Einwohner | Quelle       |
| ---- | --------- | ------------ |
| 1992 | 2 739     | Volkszählung |
| 2001 | 2 033     | Volkszählung |
| 2013 | 2 240     | Volkszählung |
| 2024 |           | Volkszählung |

Die Region weist einen hohen Anteil an Quechua-Bevölkerung auf, im Municipio Atocha sprechen 60,1 Prozent der Bevölkerung Quechua.